# Românii din Argentina
Românii din Argentina au devenit cetățeni argentinieni.
Imigrația românească în Argentina a început la sfârșitul secolului al XIX-lea și începutul secolului al XX-lea. A început odată cu valul masiv de imigranți europeni, care au sosit în țară în această perioadă. Numeric, acest curent a fost semnificativ mai mic decât cel al altor popoare din Europa Centrală și de Est, cum ar fi cehii, bulgarii și maghiarii.

## Istorie
Imigrația românilor în Argentina poate fi împărțită în trei valuri:
- primul val : de la sfârșitul secolului al XIX-lea și până după Primul Război Mondial. Imigranții provin, în mare parte, din regiunile ocupate de Imperiul habsburgic (Transilvania și Bucovina) și cel țarist (Basarabia).
- al doilea val : format, în special, din cei care au fugit de regimurile totalitare (fie fascist sau comunist).
- al treilea val : din 1990, după căderea regimului lui Ceaușescu.

### Evreii de origine română
Ca parte a primului val de imigranți români care au sosit în Argentina, coloniștii evrei au fondat numeroase orașe, ca: Santa Fe (din provincia omonimă), Moisés Ville, Palacios, Las Palmeras și Monigotes, dar și alte localități din provincia Entre Ríos. Multe familii de origine româno-evreiască s-au alăturat acestor grupuri de pionieri

## Cifrele
Estimările cu privire la numărul de români care au venit în Argentina sunt inexacte. Ambasada României în Argentina, cu toate acestea, a fost în măsură să reconstituie următoarele cifre aproximative, pe baza de fișiere ale agențiilor guvernamentale (atât în Argentina, cât și în România):
| An   | Numărul aproximativ de români |
| ---- | ----------------------------- |
| 1895 | 825                           |
| 1912 | 4.264                         |
| 1937 | 8.045                         |

Aceste cifre includ numai persoanele cu cetățenie română. Conform calculelor, români și descendenții lor, ar putea ajunge la 36 mii în anul 1938.

## Instituțiile
- În Buenos Aires: Asociația româno-sași, Uniunea Evreilor din România "Sociedad Deportiva Transilvania", Unirea Basarabiei, Societatea Culturală Română și Societatea mutuală și românii fără deosebire de religie.
- În Rosario: Societatea Românească "Doctor Gheorghe Marinescu".

### Presa românească în Argentina
În conformitate cu registrele de la Biblioteca Națională din Argentina, comunitatea românească din Argentina a editat 6 publicații periodice în limba română, între 1934 și 1959. Acestea au fost:
- Cuvântul Românesc (1934-1936, 1937, 1939-1940 și 1949-50);
- România Liberă (1943-1945);
- Tribuna României (1932-33 și 1939);
- Yalta (1959).